# Spidsand
Spidsand (Anas acuta) er en stor svømmeand, der er vidt udbredt på de fleste kontinenter og bl.a. kendes på hannens lange, spidse halefjer, der har givet arten sit navn.

## Kendetegn
Hannen i pragtdragt, der bæres fra november til juni, har en karakteristisk brun og hvid hovedtegning og en lang spids hale. Hunnen ligner gråandens, men er slankere.Den er 51-62 cm lang ( dertil hannens halespids ca. 10 cm) Dens vingefang er 79-87 cm. Den kan leve helt op til 20 år.

## Udbredelse
Den er vidt udbredt i de nordlige dele af Europa, Asien og Nordamerika, hvor den lever på enge, prærier eller tundra med lavt vand. Arten er oftest en trækfugl, der kan overvintre langt mod syd, fx i Afrika syd for Sahara.
Spidsanden er en almindelig træk- og vintergæst i Danmark, især i Vestjylland. Fuglene ses i tiden fra slutningen af august til april. I Danmark er spidsanden en fåtallig ynglefugl på strandenge i den sydlige del af landet og langs Vestkysten, med Tipperne som den vigtigste lokalitet. Den er regnet som en truet art på den danske rødliste 2019.